# Сохский район
Сохский район (тума́н; узб. So‘x tumani / Сўх тумани; тадж. Ноҳияи Сӯх) — район Ферганской области Республики Узбекистан. Административный центр района — посёлок Раван.
Сохский район — самостоятельный район Ферганской области Республики Узбекистан, полностью окружённая территорией Кыргызстана. Район для Узбекистана является эксклавом, для Кыргызстана — анклавом.

## История образования района
До конца XVIII века Сох являлся самостоятельным бекством, однако последующим вошёл в состав Кокандского ханства, под в составе которого он находился вплоть до 1876 года, когда Кокандское ханство было завоёвано Российской империей и упразднено. В составе России Сох вошёл в состав Ферганской области, и когда в начале 1880 года в составе Ферганской области были образованы пять уездов — Кокандский, Маргеланский, Наманганский, Андижанский и Ошский — Сох в качестве волости вошёл в состав Кокандского уезда Ферганской области Туркестанского генерал-губернаторства Российской империи.
После установления Советской власти в 1923—1929 годах в ходе районирования в 1926—1929 гг. на месте Сохской волости постановлением ЦИК Узбекской ССР за № 5 от 29 сентября 1926 года в составе Ферганской области Узбекской ССР предполагалась образовать Сохский район с административным центром — с. Сох, однако в последующем данное решение было отменено и Сох как сельский округ был включён в состав Риштанского района.
В июле 1942 году, согласно Постановлению Совета народных комиссаров (правительства) Узбекской ССР был образован Сохский район, который просуществовал до 7 марта 1959 года, после чего вновь включён в состав Куйбышевского района как Сохский сельский совет.
Вновь Сохский район был образован 27 февраля 1990 года с административным центром в селе Раван, с общей площадью 220 км², с 19 населёнными пунктами, полностью окружённый территорией Киргизской ССР.
Таджикоязычное население Соха говорит на таджикских диалектах, которые по классификации входят в группу «южно-ферганских» и распадаются на 2 группы: первая - предки долины, не подвергшиеся тюркизации и ассимиляции тюркоязычными племенами; Каратегин и в меньшей степени из других областей: Самаркандской области Узбекистана, Сомгарской степи, Худжанда Согдийской области Таджикистана, проживающих в юго-западной части Сохской долины.
Большинство жителей говорят на таджикском языке, на нём же издаются районные СМИ, газета «Садои сох».  В Сохском районе 30 школ и 4 колледжа.  Из них в 4 колледжах и 29 школах преподавание проводится на таджикском языке, а в 1 школе на узбекском языке.

## География

Сохский район изолирован от остальной территории Узбекистана территорией Кыргызстана (Баткенская область, между Баткенским и Кадамжайским районами). Является анклавом по отношению к Кыргызстану, и эксклавом в отношении Узбекистана. Более того, Сохский район сам состоит из двух частей, разделённых киргизской территорией: крошечный Северный Сох (Чон-Гара, Калача, Нижний Сох) и более крупный Южный Сох (Верхний Сох). Обе части занимают долину реки Сох, текущей в Узбекистан.

## История
В 1893 году в Сохе при земляных работах обнаружен каменный амулет с изваянием змей. Советский археолог М. Э. Воронец в 1956 году, проводя исследование, датировал амулет эпохой бронзы, II тыс. до н. э. которая в последующем была подтверждена американским учёным Ф. Колем.
В 1912 году геолог В. Н. Вебер в Сохе неподалёку села Тул по обеим сторонам реки Сох на древних каменных плитах обнаружил множество наскальных рисунков животных и людей. Данную местность жители Соха издревле называли Сурати (Суратикух, Суратисанг, Суратисой то есть изображения гор, камня, реки). Исследователями рисунки были датированы эпохой бронзы, III—II тыс. до н. э. Однако при строительстве водохранилища проведённые в 1980 годы, каменные плиты с изображением древних рисунков были уничтожены, хотя имеются копии рисунков, которые были сделаны задолго до этого для исследования.
В 1950 году в Сохе у перевала Бадамча Давал в урочище Бор-Корбаз были обнаружены гуннские катакомбы III—IV веков. Один из крупнейших советских историков и археологов Средней и Центральной Азии профессор А. Н. Бернштам в книге «Очерк истории гуннов», указал:

Раскопанные в 1950 г. гуннские катакомбы Соха у перевала Бадамча Давал в урочище Бор-Корбаз дали, пожалуй, наиболее поздний вариант катакомб, вряд ли раньше III—IV вв. В Сохских погребениях найден разнообразный материал и выяснена очень устойчивая картина погребального ритуала. Насыпи были земляные, иногда обведённые кольцом камней. Айвон располагался вдоль ляхата, иногда перпендикулярно и весь аккуратно закладывался каменными плитами. Покойники были ориентированы головой на север. В мужских погребениях стояли у головы и в ногах сосуды, на поясе короткие мечи, ножи, сбоку луки с роговыми обкладками, железные черенковые трёхреберные стрелы, железные пряжки с овальной рамкой и подвижным язычком. В женских погребениях были найдены сосуды, бусы (в основном стекло), бронзовые зеркала, косметические принадлежности в виде каменных палочек для сурмления бровей и графит, малые сосуды с косметикой и другой бытовой инвентарь
В 1966 году в долине реки Сох, в пещере Оби-шир, была обнаружена стоянка древних людей. В пещере были следы проживания древнего человека и бытовые предметы того времени, которые датируются XΙΙ-VΙΙΙ тысячелетием до нашей эры. Обнаруженные предметы вошли в археологию как «новая культура Соха».
В 1985 году в долине реки Сох, в пещере Селунгур, была обнаружена стоянка древнего человека с его останками (кость и зубы), которые были датированы ок. 1,5 млн лет. Она является одним из первых очагов человеческой цивилизации на территории Средней и Центральной Азии. Данные останки древнего Сохского человека получила в науке название «Ферганатроп».
Как видно из вышеизложенного, Сох является одним из древнейших мест не только в Средней и Центральной Азии, но и на планете.
По утверждению историка Я. Г. Гуломова, Сох как город существовал в первом тысячелетии до нашей эры. О средневековой истории Соха имеются сведения у арабских путешественников и учёных X века Истахри, Ибни Хаукаля, Макдиси, а также в книге «Худуд-ул-олам» (X век) и записках Бабура. В XVΙΙ-XVΙΙΙ вв. оно являлась самостоятельным бекством и с конца XVΙΙΙ века до его ликвидации в 1876 году находился в составе Кокандского ханства, а впоследствии присоединяется к России.
В книге «Худуд ал-Алам» (араб. حدود العالم من المشرق الی المغرب) — самого раннего образца географического трактата на персидском языке 982 года от неизвестного персоязычного автора — Сох указан как город:.: 

SOKH (Сох) на границе между Буттаманом и Фарганой и имеет шестьдесят селений
Тимуридский правитель Индии и Афганистана, падишах Империи Великих Моголов, а также известный как узбекский поэт и писатель Захир-ад-дин Мухаммад Бабур в своей книге «Бабу́р-наме́»:

Исфара — гористая область из четырёх булуков. Один называется Исфара, другой Варух, третий — Сох и четвёртый — Хушьяр. Когда Мухаммед Шейбани хан, разбив Султан Махмуд хана и Алача хана, взял Ташкент и Шахрухию, я вступил в эту гористую местность Соха и Хушьяра: терпя лишения, я провел там около года, затем направился в Кабул

«В субботу в шестой день месяца провели свадьбу. На свадьбе были послы Кизилбаша, узбака и индийцев. Андижанцам, а также из мест где мы были странниками, и прибывшим из Соха и Хушьяра были выручены подарки из серебра и золота…»
В настоящее время в Индии есть поселение Хушьяр, где проживают потомки сохских хушьярцев, которые в далёкие времена примкнули к Бабуру и участвовали в его походах в Афганистан и Индии.
В XVII—XVIII веках, когда Средняя Азия была политически раздроблена, Сох выделился в независимое бекство, в конце XVIII века вошедшее в состав Кокандского ханства, под эгидой которого оно находилось вплоть до 1876 года, то есть до присоединения ханства к России.

### Крепость Худояр-хана
В среднем течении река Сох принимает приток Абголь, в устье которого, на речной террасе, приютилось одноимённое селение. Здесь, в середине XVIII века, для усмирения мятежных киргизов и установления контроля над караванной дорогой в Каратегин, кокандским правителем Худояр-ханом была построена крепость. Каменно-глиняная стена просматривается по всему периметру террасы. Нависая над обрывом, она выглядит устрашающей и неприступной. Цитадель располагалась в западной, нависшей над долиной реки, стороне. Когда-то здесь ходили воины в кольчугах, вооружённые мечами и копьями. Теперь — хозяйничает одинокий сохский ветер, играя в отверстиях бойниц грустную мелодию ушедшего времени. Обе составляющие соединены между собой узкой перемычкой, по которой тянется столь же узкий коридор. Там, где обе части сооружения смыкаются, возвышаются две конические башни. Именно они и придают крепости её «крепостной» вид. На её территории имеются древние каменные плиты с наскальными изображениями животных и всадников на верблюдах. Рисунки, естественно, намного старше крепостных стен и отношения к крепости не имеют.

## Население
Согласно архивным данным в 1909 году Сохская волость входила в Канибадамский участок, где в 2594 дворах проживало 12 144 жителей, из которых 8 853 были таджики, 3 291 киргизы.
| Население Сохской волости и прилегающих селений в 1909 г. |               |               |                                  |
| Название селеній                                          | Число дворовъ | Число жителей | Переобладающій составъ населенія |
| с. Сохъ                                                   | 567           | 2650          | таджики                          |
| с. Куи-Курганъ                                            | 480           | 2359          | киргизы                          |
| с. Хушъ-аръ                                               | 328           | 1436          | таджики                          |
| с. Тулъ                                                   | 224           | 1080          | таджики                          |
| с. Газнау                                                 | 165           | 823           | таджики                          |
| с. Кара Тукай                                             | 141           | 569           | киргизы                          |
| с. Калача                                                 | 105           | 564           | таджики                          |
| с. Линбуръ                                                | 120           | 562           | таджики                          |
| с. Кызылъ-Кіякъ                                           | 110           | 475           | таджики                          |
| с. Чункара                                                | 80            | 450           | таджики                          |
| с. Шейхъ- Аталыкъ                                         | 102           | 448           | таджики                          |
| с. Дихаи Вайранъ                                          | 85            | 365           | таджики                          |
| с. Мальмутъ                                               | 60            | 262           | киргизы                          |
| с. Таянъ                                                  | 27            | 101           | киргизы                          |
| c.Калъа                                                   | 300           | 3000          | таджики                          |

В настоящее время район состоит из 19 населённых пунктов. Численность населения составляет 74,1 тыс. чел., в том числе городское население 38,8 тыс. чел. (65,9 %) и сельское 20,1 тыс. чел. (34,1 %). Национальный состав: 99,2 % таджики, 0,7 % киргизы, 0,1 % узбеки и другие национальности.

## Языковая ситуация
Таджикское население Соха говорит на диалектах таджикского языка, по принятой классификации относимых к «южно-ферганской» группе, и разделяется на две группы: первую составляют потомки аборигенов долины, не подвергшиеся тюркизации и ассимиляции со стороны тюркоязычных племён и народов, вторую — потомки выходцев из горных районов, главным образом из Каратегина, и (в меньшей степени) пришельцы из других мест: Самарканда, Самгара, Ходжента, живущие в верхней и юго-западной части долины.
Многие жители эксклава традиционно владеют тремя и более языками (таджикский, узбекский, русский, киргизский), однако родным языком практически всех его жителей является таджикский. Местные СМИ, в частности еженедельная газета «Садои Сух» («Голос Соха»), выходят на таджикском языке.
Во всех средних общеобразовательных и специальных учебных заведениях, которых в деревнях Соха насчитывается более трёх десятков, обучение ведётся на таджикском языке, хотя он не имеет в Узбекистане статуса государственного. После распада СССР образовательные и культурные связи таджиков эксклава с таджикским населением Таджикистана прекратились.

## Инфраструктура
В районе действуют 28 общеобразовательных школ, 3 профессиональных колледжа. Функционируют 2 больницы, 12 амбулаторно-поликлинических учреждений, 10 сельских врачебных пунктов.

## Экономика
Население занимается в основном подсобным сельским хозяйством (картофель, фрукты). С середины 90-х значительное количество мужчин регулярно выезжают на заработки в РФ. В последнее время, в частности, в Сохе построены мини-завод по производству гипса, предприятие по бутилированию минеральной воды «Сух-Чашма».

## Эксклав
Район расположен в анклаве, кругом граничит с Кыргызстаном (135 км). Это один из трёх эксклавов Узбекистана, окружённых территорией Кыргызстана, наряду с Шахимарданом и эксклавом Чон-Гара (Северный Сох). Площадь района 352 км².
Эксклав Сох возник в 1955 году. Как и другие семь ферганских анклавов, Сохский район был создан в советское время на основании основных языков, на которых говорит большинство населения, проживавшего на его территории. Сох, однако, стал исключением. Несмотря на то что большинство жителей новообразованного района были таджиками, его сделали узбекским анклавом. С момента создания не прекращаются конфликты вокруг Сохa между Кыргызстаном и Узбекистаном, вошедшие в острую фазу после распада СССР. Попытки создания коридора для соединения эксклава с Узбекистаном в 2001 году не увенчались успехом. Проблемы жителей эксклава осложняются быстрым ростом населения долины реки Сох, нехваткой воды, наличием 9 погранпостов, установленных узбекскими и киргизскими пограничниками, коррупцией, наличием межнациональных трений и прочим.
6 января 2013 года подрядчик, привлечённый киргизскими пограничниками, проводил работы по установке столбов под ЛЭП для электрификации новой киргизской погранзаставы на территории села Хушъяр Сохского района. Это привело к конфликту между местными жителями и киргизскими пограничниками. Жители села демонтировали столбы линии электропередачи, ведущие к заставе. По некоторым сведениям, пятеро местных жителей получили огнестрельные ранения. Около тридцати граждан Кыргызстана были захвачены, но затем они были освобождены. После этого губернатор Баткенской области Кыргызстана Жениш Раззаков и пограничный представитель признали, что установка столбов осуществлялась не в установленном месте и, обязуясь перенести столбы вглубь территории Кыргызстана, принесли свои извинения.

## Известные люди
- Джахонов Усто Джахонович — первый историк-этнограф изучавший досконально историю, этнографию, обычаи, обряды, материальную культуру населения Соха. Основатель теории начала земледелий в преданных и горных районах.
- Хаким Суфий (Хакимжон Суфиев) — один из знаменитых представителей Сохского района. Отличник народного образования Узбекистана. Лауреат и почётный доцент Международной научной академии «Anfigue WORLD». Автор двух книг Сух тумори)- талисьман Соха и (Жилои ахтарони Сух) — Звезды Соха
- Саидбеков, Амирали саидбеков — Участник Великой Отечественный войны Герой Советского Союза
- Тешабой Одилов — участник Великой Отечественной войны, снайпер, подтверждённый боевой счёт 114 убитых немецких солдат.
- Абиджонов Баходир Махаммадхонович — советский, узбекский партийный и государственный деятель, первый хоким новообразованного Сохского района, с 1990 г. по 2001 годах был первым хакимам Сохского района
- Дадакузиев Додохон — советский, узбекский партийный и государственный деятель Узбекистана.
- Таиров Абдулла Шералиевич — историк — писатель, участник афганской войны, Заслуженный деятель народного образования Республики Узбекистан.
- Бобоев Журабой Бобоевич — создатель лицея № 3, участник афганской войны, Заслуженный деятель народного образования СССР